# Cyperus pachycephalus
Cyperus pachycephalus är en halvgräsart som beskrevs av Johannes Hendrikus Kern. Cyperus pachycephalus ingår i släktet papyrusar, och familjen halvgräs. Inga underarter finns listade i Catalogue of Life.